# Norma de Granada
A Norma de Granada é um método de valorização de árvores e arbustos ornamentais.
O método tem em conta diversos factores que atribuem valor aos elementos vegetais, para além do valor da madeira, tais como valores paisagísticos, ambientais, sociais e culturais, etc. Foi impulsado e redigido por uma comissão da Asociación Española de Parques y Jardines Públicos (AEPJP) e conta com o aval da Asociación Española de Arboricultura (AEA) e da Associació de Professionals dels Espais Verds de Catalunya (APEVC).